# Sonja Edström
Sonja Edström (n. 18 noiembrie 1930, Luleå, Comitatul Norrbotten, Suedia – d. 15 octombrie 2020, Nederluleå distrikt⁠(d), Comitatul Norrbotten, Suedia) a fost o schioară de fond ce a reprezentat Suedia, medaliată olimpică. A participat la 3 ediții ale Jocurilor Olimpice (1952, 1956, 1960) în care a câștigat o medalie de aur și două medalii de bronz.